# Edouard Baumgartner
Edouard Baumgartner, auch Eduard (* 10. Juli 1892 in Biel; † 21. Mai 1967 ebenda), war ein Schweizer Politiker (PNR/FDP) und der erste französischsprachige Stadtpräsident von Biel/Bienne.

## Leben
Nach der obligatorischen Schule in Biel absolvierte Baumgartner 1908 bis 1911 das Lehrerseminar in Pruntrut. Nach zwei Jahren Lehrtätigkeit in Saicourt kehrte er nach Biel zurück, wo er eine Knabenklasse übernahm. Während der Jahre 1914 bis 1918 war er wegen einer Krankheit vom Militärdienst befreit. In dieser Zeit zeichnete er sich durch seinen Einsatz zugunsten der internierten französischen und belgischen Soldaten aus. 1918 wurde dieses Engagement mit der Medaille des belgischen Königs Albert I. geehrt.

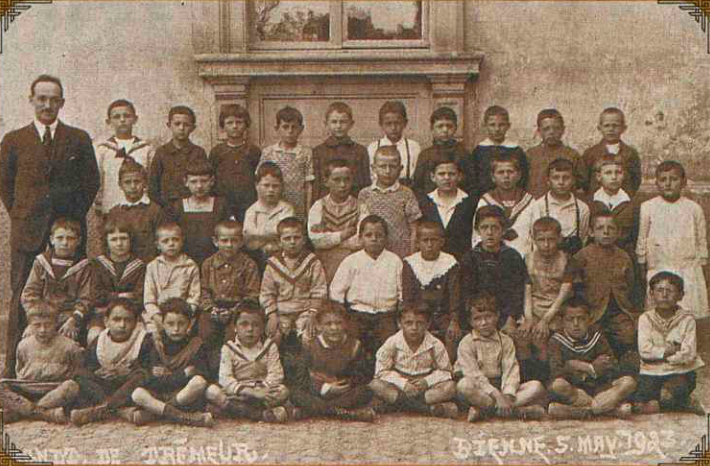
Edouard Baumgartner (links) 1923 als Lehrer

Baumgartner blieb bis 1935 Lehrer in Biel, anschliessend arbeitete er bis 1946 als Schulinspektor für die Region Südjura. Zwischen 1937 und 1943 war er in der gleichen Funktion auch für die Region Seeland zuständig.
Als Mitglied des Parti national Romand (PNR, Sektion des freisinnigen Parti libéral-radical jurassien) wurde Baumgartner 1946 in stiller Wahl in die Stadtregierung von Biel gewählt, wo er als Nachfolger des überraschend verstorbenen Jean Galley die Schuldirektion übernahm. Nach dem Rücktritt des Sozialdemokraten Guido Müller wurde der bürgerliche Baumgartner 1948 in einer Kampfwahl zum Stadtpräsidenten gewählt. Dieses Amt übte er bis ins Jahr 1960 aus. Dieser Zeitraum war von einem starken Bevölkerungswachstum, dem wirtschaftlichen Aufschwung und den Anfängen der Konsumgesellschaft gekennzeichnet. Zu Baumgartners wesentlichen Leistungen als Stadtpräsident gehört die Schaffung des Französischen Gymnasiums. Während seiner Amtszeit als Stadtpräsident wurden zahlreiche Schulhäuser gebaut oder ausgebaut. Dazu gehören die Gewerbeschule, die Sekundarschulen Rittermatte, Madretsch und Bözingen-Mett sowie die Primarschulen Geyisried, Linde und Champagne.
Von 1950 und 1960 war Baumgartner Mitglied des Berner Kantonsparlaments. Zu seinen Anliegen gehörten auch die Interessen des Juras, für die er sich ab 1930 als Mitglied, ab 1947 auch als Vorstandsmitglied der «Vereinigung für die Verteidigung der Interessen des Juras» (ADIJ) einsetzte.
In einem Nachruf hiess es in der freisinnigen Zeitung Der Bund über Baumgartner: «Nach seinem Rückzug aus der Politik, in welcher er vorab durch sein konziliantes Verhalten auffiel, leistete er der Stadt Biel als Mitarbeiter am neuen Bieler Jahrbuch und als Chronist wertvolle Dienste.»
Baumgartner war verheiratet mit Thérèse Maria Frésard.

## Werke
- Schulwesen. Les écoles publiques, les écoles professionnelles. In: Wirtschaftsgeschichte von Biel. Zürich 1948, S. 77–90.
- Die arbeitsame lebendige Zukunftsstadt. In: Der Bund. Sonderbeilage, 22. Januar 1953.
- Bienne il y a 50 ans: 1914. In: Neues Bieler Jahrbuch. 1966, S. 146–156.